# Stanley Stanger
Stanley Stanger (Montreal, 10 luglio 1894 – Montreal, 10 settembre 1967) è stato un aviatore canadese.
Il capitano Stanley Stanger fu un Asso dell'aviazione della prima guerra mondiale accreditato con 13 vittorie aeree confermate sul fronte italiano. Fu anche notato per la sua ingegnosa fuga dopo essere stato catturato dai militari dell'Impero austro-ungarico.

## Biografia
Stanley "Stan" Stanger era un broker di investimenti quando si arruolò volontario a Toronto per la Canadian Expeditionary Force il 21 marzo 1916. Reclamò il grado di Sergeant per un anno di servizio militare precedente nei Westmount Rifles. Sua madre Mary venne nominata sua parente più prossimo. Era alto un metro e settanta al momento dell'arruolamento. Aveva i capelli castano scuro, gli occhi castani e la carnagione scura.

## Servizio aereo
Stanger fu assegnato il 10 maggio 1917. Entrò a far parte del No. 66 Squadron RAF in Francia come pilota di Sopwith Camel il 18 ottobre 1917. Poco dopo, lo squadron si trasferì in Italia. A Ormelle il 14 dicembre 1917, Stanger costrinse un Albatros D.V a perdere il controllo per la sua prima vittoria. Guadagnava due vittorie in più con il 66 Squadron, abbattendo due nemici a distanza di un mese, il 18 marzo ed il 17 aprile 1918. Il 27 aprile 1918, si trasferì al No. 28 Squadron RAF. Ha abbattuto due aerei da ricognizione a due posti il 2, 3 e 13 maggio, diventando un Asso dell'aviazione. Ha continuato a conseguire vittorie, e per la fine di luglio è stato un doppio asso. Il 23 agosto 1918 fu Wounded in action dal fuoco antiaereo. Le sue ferite lo hanno bloccato fino al 20 settembre. Il 26 settembre 1918, ha conseguito la sua undicesima vittoria, condividendola con Clifford McEwen. Stanger ha poi distrutto un paio di Albatros D.V sul fiume Tagliamento il 4 ottobre per finire le sue vittorie. Finì con un record di tre aerei nemici abbattuti, altri nove distrutti mentre erano in volo, ed uno scagliato fuori controllo.
Stanger si ammalò mentre era in volo in una delle sue sortite di ottobre. Durante la Battaglia di Vittorio Veneto atterrò per errore su un campo austriaco e spense il motore dell'aereo prima di rendersi conto di essere atterrato sul territorio dell'Impero austro-ungarico. La sua unica possibilità di sfuggire a qualsiasi soldato nemico che indagava sul suo atterraggio inopportuno era di riavviare il motore e volare via. Il metodo abituale per avviare un motore era che un membro dell'equipaggio di terra tirasse l'elica come leva per azionare il motore, mentre un pilota sedeva ai comandi. La soluzione di Stanger è stata quella di rimuovere gli stivali e bloccare le gomme del carrello di atterraggio con le scarpe. Quindi azionò il puntello, accese il motore, girò intorno alle lame rotanti, si arrampicò nell'abitacolo e partì. Il destino degli stivali è sconosciuto.

## Il dopoguerra
Stanger è tornato agli affari di famiglia in Canada. È diventato poi Presidente della Guardian Trust Company di Montreal, nel 1939, e rimase in quella posizione fino a pochi mesi prima della sua morte.